# 門圖黃鱗魨
門圖黃鱗魨，為輻鰭魚綱魨形目鱗魨亞目鱗魨科的其中一種，為熱帶海水魚，分布於西太平洋區，從日本琉球群島至夏威夷群島，東太平洋區，從美國加州南部至皮特凱恩島、復活島、雷維拉吉哥多島、克利珀頓島與加拉巴哥群島等海域，棲息在3-100公尺，本魚體呈長橢圓形且側扁，尾柄短，頭部為灰藍色，頰部具有數條藍色細紋，身體為黃色，體側鱗片鑲黑邊形成網狀紋，背鰭和臀鰭基部黑色，軟條為藍色，邊緣淡黃色，尾鰭顏色橙色向外逐漸變藍色，尾鰭邊緣淡黃色，背鰭硬棘3枚、背鰭軟條29-32枚、臀鰭軟條26-29枚，體長可達30公分，棲息在臨海礁石區，成群活動，生活習性不明，可做為觀賞魚。